# تومي دوفرمان
تومي دورفمان (مواليد 13 مايو 1992) (بالإنجليزية: Tommy Dorfman)‏ هو ممثل أمريكي أشتهر بأداء دور «رايان شيفر» في مسلسل "13 سببًا" أحد مسلسلات نتفليكس الأصلية لسنة 2017.

## سيرة شخصية
ولد دورفمان لعائلة يهودية ونشأ في مدينة أتلانتا ، جورجيا. تخرج من برنامج الدراما لجامعة فوردهام سنة 2015، ليتحصل على درجة البكالوريوس في فنون المسرح. بعد التخرج، مثّل شخصية «رايان شيفر» في المسلسل نتفليكس الأصلي "13 سببًا"، والذي عرض لأول مرة في سنة 2017. في ذات العام أيضًا، ساهم دورفمان في تصميم مجموعة أزياء مع «أي إس أو إس»،  وفي أكتوبر 2017، مُنح دورفمان جائزة «النجم الصاعد» من قبل تحالف المثليين والمثليات ضد التشهير.
في ربيع عام 2019، ظهر دورفمان لأول مرة في مسرح نيويورك من إنتاج «ذا نيو غروب» في عمل جيرمي أو هاريس، وإخراج دانية تيمور باسم «دادي».

## حياته الشخصية
تومي دورفمان مثلي الجنس.  في أبريل 2015 خطب دورفمان «بيتر زوركولين»، وفي 12 نوفمبر 2016 تزوجا في بورتلاند، مين. [بحاجة لمصدر]

في نوفمبر 2017، صرح تومي بأنه غير ثنائي الجندر.